# Anton Stychel

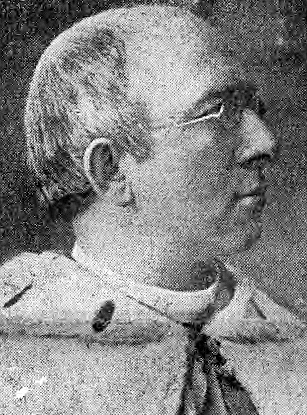
Anton Stychel

Anton Stychel, polnisch: Antoni Stychel, (* 13. Juni 1859 in Dlusk; † 13. Januar 1935 in Posen) war katholischer Geistlicher und Mitglied des Deutschen Reichstags.

## Leben
Stychel war der Sohn eines Justizbeamten, besuchte das Mariengymnasium zu Posen und studierte in Berlin, an der Universität Würzburg und am Priesterseminar zu Gnesen. 1889 empfing er die Priesterweihe und war dann zuerst Mansionar ad St. Mariam Magdalena zu Posen. Dann war er Domprediger und Pönitentiar an der Kathedrale zu Posen, seit 1896 Prälat und Propst des Kollegiatstifts und der Pfarrkirche ad St. Mariam Magdalena zu Posen. Weiter war er Diözesanpräses der katholischen Arbeitervereine in den Diözesen Gnesen-Posen.
Er war einer der Pioniere der katholischen sozialen Bewegung in Polen. Von 1899 bis 1913 war er Mitglied des Preußischen Abgeordnetenhauses und von 1904 bis 1918 war er Mitglied des Deutschen Reichstags für den Wahlkreis Posen 5 (Kröben) und die Polnische Fraktion.
Nach dem Ersten Weltkrieg war er Mitglied des polnischen Komitees zur Verteidigung Oberschlesiens und von 1919 bis 1922 Mitglied des Sejm. Zwischen 1922 und 1928 war er stellvertretender Sprecher des Senats. 1928 schied er wegen des Ausschlusses religiöser Kandidaten von der Wahl aus der aktiven Politik aus.